# Supergéante bleue
Une étoile supergéante bleue, ou simplement supergéante bleue en l'absence d'ambiguïté, est un type d'étoile supergéante. Plus massives, chaudes et lumineuses que la majorité des étoiles, elles sont le résultat de l'évolution rapide d'étoiles massives faisant généralement plusieurs dizaines de fois la masse du Soleil (M☉).
Les supergéantes bleues sont généralement instables. Un grand nombre d'entre-elles sont des étoiles variables de type α Cygni. Plusieurs deviennent des variables lumineuses bleues (LBV) et certaines de celles-ci évoluent en supergéantes rouges. Certaines supergéantes bleues atteignent le stade d'étoiles Wolf-Rayet à un moment ou un autre de leur évolution.
Les supergéantes bleues sont aussi nommées supergéantes OB dans la littérature scientifique, car les étoiles dans cette catégorie sont de type spectral O ou B, donc des étoiles bleues, et de classe de luminosité I (lire « un »), donc des supergéantes. Autrement dit, ce sont toutes les supergéantes (classe I) de type spectral B9 ou plus précoce.

## Formation

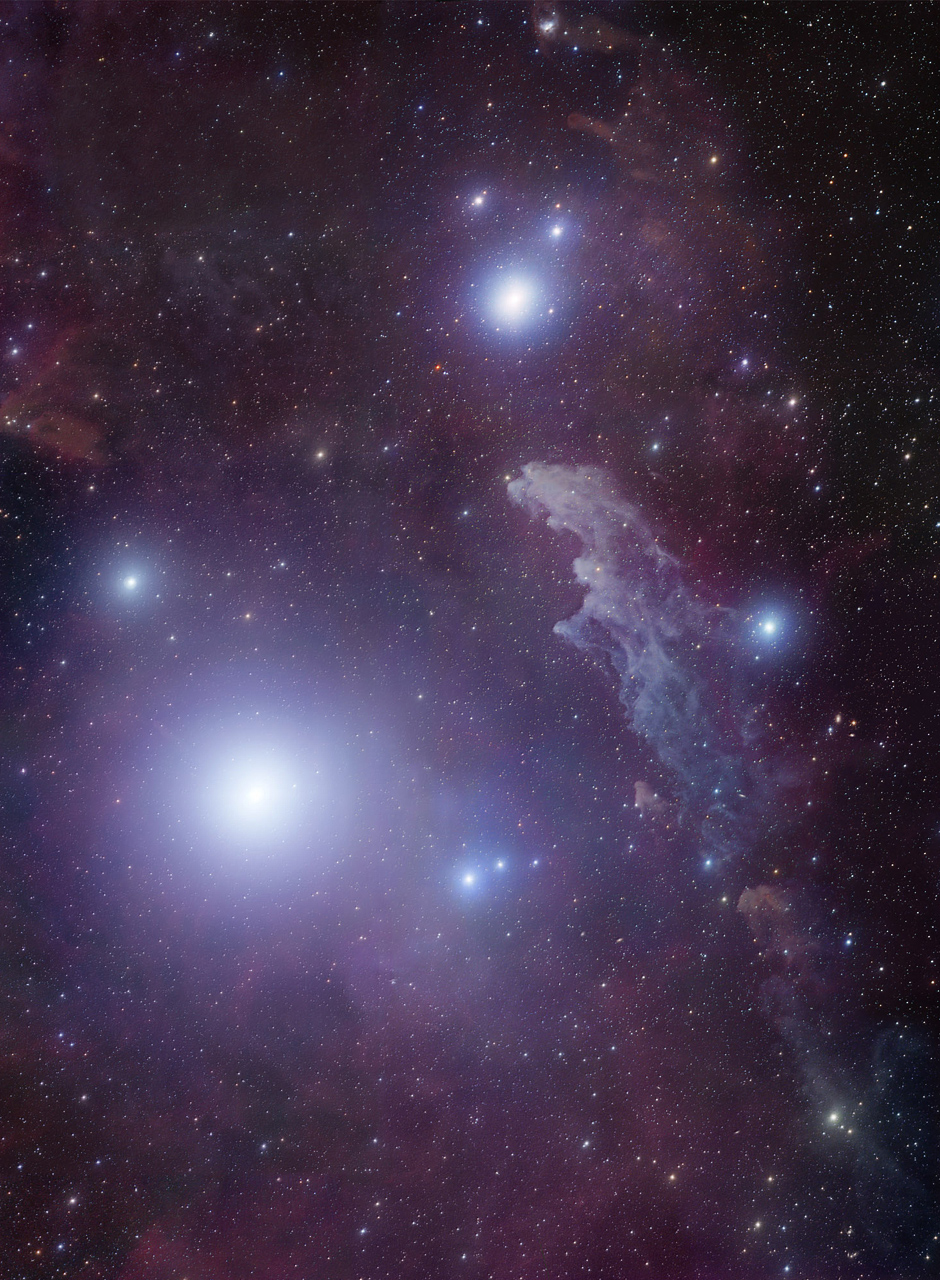
Rigel et IC 2118

Les supergéantes sont des étoiles évoluées de masse élevée, plus grosses et plus lumineuses que les étoiles de la séquence principale. Les étoiles de classe O et les premières étoiles de classe B avec des masses initiales d'environ 10 à 300 M☉ évoluent loin de la séquence principale en quelques millions d'années à mesure que leur hydrogène est fusionné et que les éléments lourds commencent à apparaître près de la surface de l'étoile. Ces étoiles deviennent généralement des supergéantes bleues, bien qu'il soit possible que certaines d'entre elles évoluent directement vers les étoiles Wolf-Rayet. L'évolution à l'étape de supergéante se produit lorsque l'hydrogène du noyau de l'étoile est épuisé et que la combustion de la coquille d'hydrogène commence, mais cela peut aussi être dû au fait que des éléments lourds sont dragués à la surface par convection et perte de masse due à l'augmentation de la pression de rayonnement.
Les supergéantes bleues ont récemment évolué à partir de la séquence principale, ont des luminosités extrêmement élevées, des taux de perte de masse élevés et sont généralement instables. Beaucoup d'entre elles deviennent des variables lumineuses bleues (LBV) avec des épisodes de perte de masse extrême. Les supergéantes bleues de masse inférieure continuent de s'étendre jusqu'à ce qu'elles deviennent des supergéantes rouges. Dans le processus, elles doivent passer un certain temps en tant que supergéantes jaunes ou hypergéantes jaunes, mais cette expansion se produit en quelques milliers d'années seulement et ces étoiles sont donc rares. Les supergéantes rouges de masse supérieure soufflent leur atmosphère extérieure et redeviennent des supergéantes bleues, et éventuellement des étoiles Wolf-Rayet,. Selon la masse et la composition exactes d'une supergéante rouge, celle-ci peut exécuter un certain nombre de « boucles bleues » avant d'exploser en tant que supernova de type II ou finalement de vider suffisamment de couches extérieures pour redevenir une supergéante bleue, moins lumineuse et plus instable que la première fois. Si une telle étoile peut traverser le vide évolutif jaune, on s'attend à ce qu'elle devienne l'une des LBV de luminosité inférieure.

## Fin de vie
Les supergéantes bleues les plus massives sont trop lumineuses pour conserver une atmosphère étendue et elles ne se développent jamais en une supergéante rouge. La ligne de démarcation est d'environ 40 M☉, bien que les supergéantes rouges les plus froides et les plus grandes se développent à partir d'étoiles avec des masses initiales de 15-25 M☉. Il n'est pas clairement établi que des supergéantes bleues plus massives puissent perdre suffisamment de masse pour évoluer en toute sécurité vers la vieillesse en tant qu'étoile Wolf Rayet, puis en naine blanche, ou si elles atteignent le stade Wolf Rayet et explosent en tant que supernovae.
Les progéniteurs de supernovae sont le plus souvent des supergéantes rouges et on croyait que seules les supergéantes rouges pouvaient exploser en supernovae. SN 1987A, cependant, a contraint les astronomes à réexaminer cette théorie, car son progéniteur, Sanduleak −69 202, était une supergéante bleue de type spectral B3. On sait maintenant par observation que presque toutes les classes d'étoiles évoluées de masse élevée, y compris les supergéantes bleues et jaunes, peuvent exploser en supernova bien que la théorie ait encore du mal à expliquer ce processus en détail. Alors que la plupart des supernovae sont du type II-P relativement homogène et sont produites par des supergéantes rouges, on observe que les supergéantes bleues produisent des supernovae avec une large gamme de luminosités, de durées et de types spectraux, parfois sublumineux comme SN 1987A, parfois super lumineux comme de nombreuses supernovae de type IIn,,.

## Quelques exemples
Parmi les supergéantes bleues célèbres, citons :
- Rigel (β Orionis), une étoile de type B8Ia ;
- Deneb (constellation du Cygne, étoile de type α Cygni) ;
- Icare (MACS J1149+2223 Lensed Star 1), une étoile de type B, située à 9 milliards d'a.l., découverte en 2018 ;
- Zêta de la Poupe (ζ Puppis), l'étoile la plus brillante de la constellation de la Poupe de type O5Ia.